# Automotrice FS ALb 48
L'automotrice FS ALb 48, erede della ALb 25, si differenzia dalla progenitrice per la lunghezza maggiorata, l'aspetto più da treno che da corriera/autobus con il muso aerodinamico che Fiat userà per le sue automotrici fino al 1936 e i due carrelli con due assi.
Si può considerare la prima Littorina.
Per quanto riguarda il comfort non è molto migliorato nel confronto con le ALb 25, anche in questo modello infatti manca la ritirata, considerata probabilmente non necessaria visto che l'automotrice era per lo più destinata a brevi tragitti su linee secondarie locali.
Le ALb 48.101–103 risultano radiate e demolite dal parco FS.

## Seconda serie
Nel 1933 vengono costruite dodici automotrici identiche nella struttura alle prime, ma con una cassa allungata di 1.800 mm e con le ritirate all'interno.
Caratteristica visiva che le distingue dalle prime sono sui frontali, ai lati del radiatore due piccoli repulsori.

## Trasformazioni
Nel 1940 cinque ALb 48 vengono trasformate in ALUb 24, con 24 posti a sedere ed un più ampio ambiente per il servizio postale. Sola una unità rimarrà in servizio dopo la guerra nel 1946. Durante la seconda guerra mondiale quattro ALb 48 e quattro ALUb 24 vengono attrezzate per il funzionamento a metano.

## Rimorchi
Nel 1954 sette unità vengono private dei banchi di guida e demotorizzate per ricavarne sette rimorchi, classificati Ln 55.101 - 107, partendo da quattro ALb 48 e da tre automotrici ex SFB, classificate AUTO BCz 48.22.01 - 03 presso le Ferrovie Biellesi. Per queste ultime si tratta di una trasformazione che segue immediatamente all'acquisizione nel parco FS.